# Estación de Sant Isidre (Metrovalencia)
Sant Isidre es una estación de las líneas 1, 2 y 7 de Metrovalencia. Se encuentra en el distrito de Patraix (barrio de San Isidro), en la calle de Campos Crespo frente al número 104.
El edificio tiene conexión directa con la estación de Adif Valencia-San Isidro, habiendo servido esta última como cabecera de las líneas C-3 y C-4 de Cercanías entre los años 2008 y 2015 debido al corte por las obras de la línea de alta velocidad.

## Historia
Se inauguró el 8 de octubre de 1988, junto con el resto de estaciones de las líneas 1 y 2.
Del 30 de octubre de 2024 al 17 de febrero de 2025, a consecuencia de las graves inundaciones acontecidas en la provincia de Valencia, las líneas 1 y 2 no prestaron servicio en esta estación, además de ser temporalmente la terminal sur de la línea 7.

## Accesos
Dispone de un acceso en la calle de Campos Crespo y otro al lado contrario, en el parque del cementerio.

## Conexiones

### Cercanías
La línea C-3 de Cercanías en Valencia-San Isidro.

### Autobuses urbanos
Efectúan parada en las inmediaciones de la estación la línea 72 que une San Isidro con la plaza del Ayuntamiento.